# 2012-es svéd labdarúgó-bajnokság (első osztály)
A 2012-es Allsvenskan volt a 88. alkalommal megrendezett, legmagasabb szintű labdarúgó-bajnokság Svédországban. A pontvadászat 2012. március 31-én kezdődött és novemberben ért majd véget. A címvédő a Helsingborgs IF csapata, amely a 2011-es bajnoki évben a 7. címét ünnepelte.

## Részt vevő csapatok
| Csapat          | Székhely    | Stadion                  | Befogadóképesség1 |
| --------------- | ----------- | ------------------------ | ----------------- |
| AIK             | Stockholm   | Råsunda Stadion          | 36 608            |
| Djurgårdens IF  | Stockholm   | Stockholm Stadion        | 14 700            |
| IF Elfsborg     | Borås       | Borås Arena              | 16 899            |
| GAIS            | Göteborg    | Gamla Ullevi             | 18 416            |
| Gefle IF        | Gävle       | Strömvallen              | 6 711             |
| IFK Göteborg    | Göteborg    | Gamla Ullevi             | 18 416            |
| Helsingborgs IF | Helsingborg | Olympia                  | 16 500            |
| BK Häcken       | Göteborg    | Rambergsvallen           | 6 000             |
| Kalmar FF       | Kalmar      | Guldfågeln Arena         | 12 000            |
| Malmö FF        | Malmö       | Swedbank Stadion         | 24 000            |
| Mjällby AIF     | Mjällby     | Strandvallen             | 7 000             |
| IFK Norrköping  | Norrköping  | Idrottsparken            | 17 234            |
| GIF Sundsvall   | Sundsvall   | Norrporten Arena         | 7 700             |
| Syrianska FC    | Södertälje  | Södertälje Fotbollsarena | 6 400             |
| Åtvidaberg FF   | Åtvidaberg  | Kopparvallen             | 8 300             |
| Örebro SK       | Örebro      | Behrn Arena              | 13 129            |

- 1 A Svéd Labdarúgó Szövetség honlapja szerint.[5]

## A bajnokság végeredménye
| #  | Csapat            | M  | Gy | D  | V  | Lg | Kg | Gk  | P  | Megjegyzés           |
| -- | ----------------- | -- | -- | -- | -- | -- | -- | --- | -- | -------------------- |
| 1  | IF Elfsborg (B)   | 30 | 18 | 5  | 7  | 48 | 29 | +19 | 59 | BL, 2. selejtezőkör  |
| 2  | BK Häcken         | 30 | 17 | 6  | 7  | 67 | 36 | +31 | 57 | EL, 2. selejtezőkör  |
| 3  | Malmö FF          | 30 | 16 | 8  | 6  | 49 | 33 | +16 | 56 | EL, 1. selejtezőkör  |
| 4  | AIK               | 30 | 15 | 10 | 5  | 41 | 27 | +14 | 55 |                      |
| 5  | IFK Norrköping    | 30 | 15 | 7  | 8  | 50 | 43 | +7  | 52 |                      |
| 6  | Helsingborgs IF   | 30 | 13 | 11 | 6  | 52 | 33 | +19 | 50 |                      |
| 7  | IFK Göteborg      | 30 | 9  | 12 | 9  | 36 | 41 | −5  | 39 | 1EL, 2. selejtezőkör |
| 8  | Åtvidabergs FF    | 30 | 9  | 10 | 11 | 48 | 48 | 0   | 37 |                      |
| 9  | Djurgårdens IF    | 30 | 8  | 13 | 9  | 37 | 40 | −3  | 37 |                      |
| 10 | Kalmar FF         | 30 | 10 | 7  | 13 | 36 | 45 | −9  | 37 |                      |
| 11 | Gefle IF          | 30 | 9  | 9  | 12 | 26 | 37 | −11 | 36 | 2EL, 1. selejtezőkör |
| 12 | Mjällby AIF       | 30 | 8  | 10 | 12 | 33 | 39 | −6  | 34 |                      |
| 13 | Syrianska FC      | 30 | 9  | 7  | 14 | 35 | 45 | −10 | 34 |                      |
| 14 | GIF Sundsvall (K) | 30 | 6  | 11 | 13 | 35 | 46 | −11 | 29 | osztályozó           |
| 15 | Örebro SK (K)     | 30 | 5  | 9  | 16 | 32 | 46 | −14 | 24 | Kiesés: Superettan   |
| 16 | GAIS (K)          | 30 | 1  | 9  | 20 | 24 | 61 | −37 | 12 | Kiesés: Superettan   |

Forrás: svenskfotboll.se (svédül)
Rendezési elv: 1. pontszám; 2. gólkülönbség; 3. lőtt gólok.
1 A  svéd kupa győztese indulási jogot szerzett a EL, 2. selejtezőkörébe.
2 Svédország tagja volt az UEFA Fair Play rangsorának legjobb három közt, ezzel eggyel több részvételi jogot kapott az Európa-ligában.
# = helyezés; M = játszott meccsek száma; Gy = győzelmek; D = döntetlenek; V = vereségek; Lg = lőtt gólok; Kg = kapott gólok; Gk = gólkülönbség; Pont = pontok; (B) = bajnok; (K) = kiesett; (F) = feljutott.

### Osztályozó
| 2013. november 10. 14:30 |

| Halmstads BK                              | 3 – 0       | GIF Sundsvall |
| ----------------------------------------- | ----------- | ------------- |
| Magyar 59' Steindórsson 62' Antonsson 72' | Jegyzőkönyv |               |

| Örjans Vall, Halmstad Nézőszám: 5,839 Játékvezető: Jonas Eriksson (Stockholm) |

| 2012. november 17. 14:30 |

| GIF Sundsvall            | 4 – 3       | Halmstads BK                                      |
| ------------------------ | ----------- | ------------------------------------------------- |
| Helg 29' Holster 42' 76' | Jegyzőkönyv | Steindórsson 33' (pen.) Baldvinsson 68' Boman 78' |

| Norrporten Arena, Sundsvall Nézőszám: 1,832 Játékvezető: Martin Hansson (Holmsjö) |

Halmstads BK nyert 6–4-es összesítéssel.

## Statisztika
| #  | Játékos                   | Klub                       | Gólok |
| -- | ------------------------- | -------------------------- | ----- |
| 1  | Waris Majeed              | BK Häcken                  | 23    |
| 2  | Gunnar Heiðar Þorvaldsson | IFK Norrköping             | 17    |
| 3  | Viktor Prodell            | Åtvidaberg FF              | 15    |
| 4  | Abiola Dauda              | Kalmar FF                  | 14    |
| 5  | Pär Ericsson              | Mjällby AIF                | 13    |
| 5  | Erton Fejzullahu          | Djurgårdens IF Mjällby AIF | 13    |
| 7  | Alfreð Finnbogason        | Helsingborgs IF            | 12    |
| 7  | René Makondele            | BK Häcken                  | 12    |
| 9  | Magnus Eriksson           | Åtvidaberg FF              | 11    |
| 10 | Nikola Đurđić             | Helsingborgs IF            | 10    |
| 10 | Mathias Ranégie           | Malmö FF                   | 10    |

| # | Játékos                 | Klub           | Gólpassz |
| - | ----------------------- | -------------- | -------- |
| 1 | Kristian Bergström      | Åtvidaberg FF  | 11       |
| 1 | Martin Ericsson         | BK Häcken      | 11       |
| 3 | Stefan Ishizaki         | IF Elfsborg    | 10       |
| 4 | Waris Majeed            | BK Häcken      | 9        |
| 4 | Martin Smedberg-Dalence | IFK Norrköping | 9        |
| 4 | Jiloan Hamad            | Malmö FF       | 9        |
| 7 | Tobias Hysén            | IFK Göteborg   | 7        |
| 7 | Jørgen Skjelvik         | Kalmar FF      | 7        |
| 9 | Kari Arkivuo            | BK Häcken      | 6        |
| 9 | René Makondele          | BK Häcken      | 6        |

### Mesterhármasok
| Játékos                   | Csapat          | Ellenfél        | Eredmény | Időpont              |
| ------------------------- | --------------- | --------------- | -------- | -------------------- |
| Abiola Dauda              | Kalmar FF       | BK Häcken       | 3–1      | 2012. április 16.    |
| Sharbel Touma             | Syrianska FC    | IFK Norrköping  | 4–1      | 2012. május 6.       |
| Waris Majeed5             | BK Häcken       | IFK Norrköping  | 6–0      | 2012. május 16.      |
| Alfreð Finnbogason        | Helsingborgs IF | Gefle IF        | 4–1      | 2012. július 2.      |
| Erton Fejzullahu          | Djurgårdens IF  | Helsingborgs IF | 3–1      | 2012. augusztus 25.  |
| Nikola Đurđić             | Helsingborgs IF | GIF Sundsvall   | 4–0      | 2012. szeptember 15. |
| Waris Majeed              | BK Häcken       | Syrianska FC    | 5–1      | 2012. október 6.     |
| Gunnar Heiðar Þorvaldsson | IFK Norrköping  | GIF Sundsvall   | 0–4      | 2012. október 28.    |

- 5 5 gólt szerzett.